# Lonchocarpus hughesii
Lonchocarpus hughesii är en ärtväxtart som beskrevs av Mario Sousa. Lonchocarpus hughesii ingår i släktet Lonchocarpus och familjen ärtväxter. Inga underarter finns listade i Catalogue of Life.